# قسطجون (سوس)
قسطجون السوس أو قسطجون دي سوس هي بلدية تقع في وشققة في أرغون في إسبانيا. كان عدد سكان البلدية 731 نسمة حسب تعداد 2004 ( INE ).

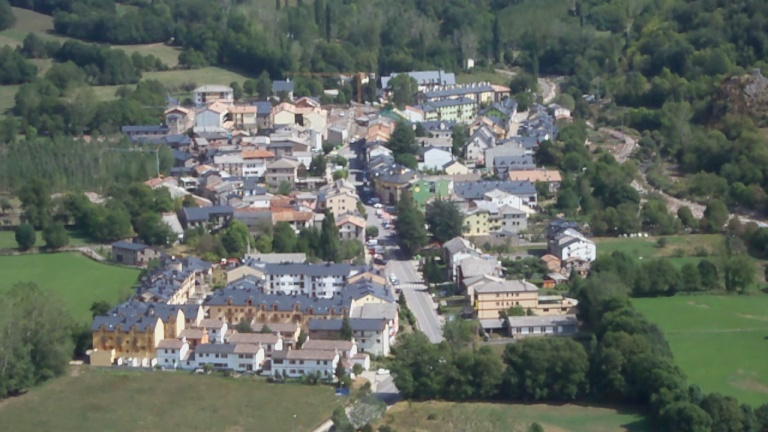
قسطجون السوس من تشيا (من الغرب)